# Catasticta thomasorum
Catasticta thomasorum är en fjärilsart som beskrevs av Jasinski 1998. Catasticta thomasorum ingår i släktet Catasticta och familjen vitfjärilar. Inga underarter finns listade i Catalogue of Life.